# 波蘭香腸

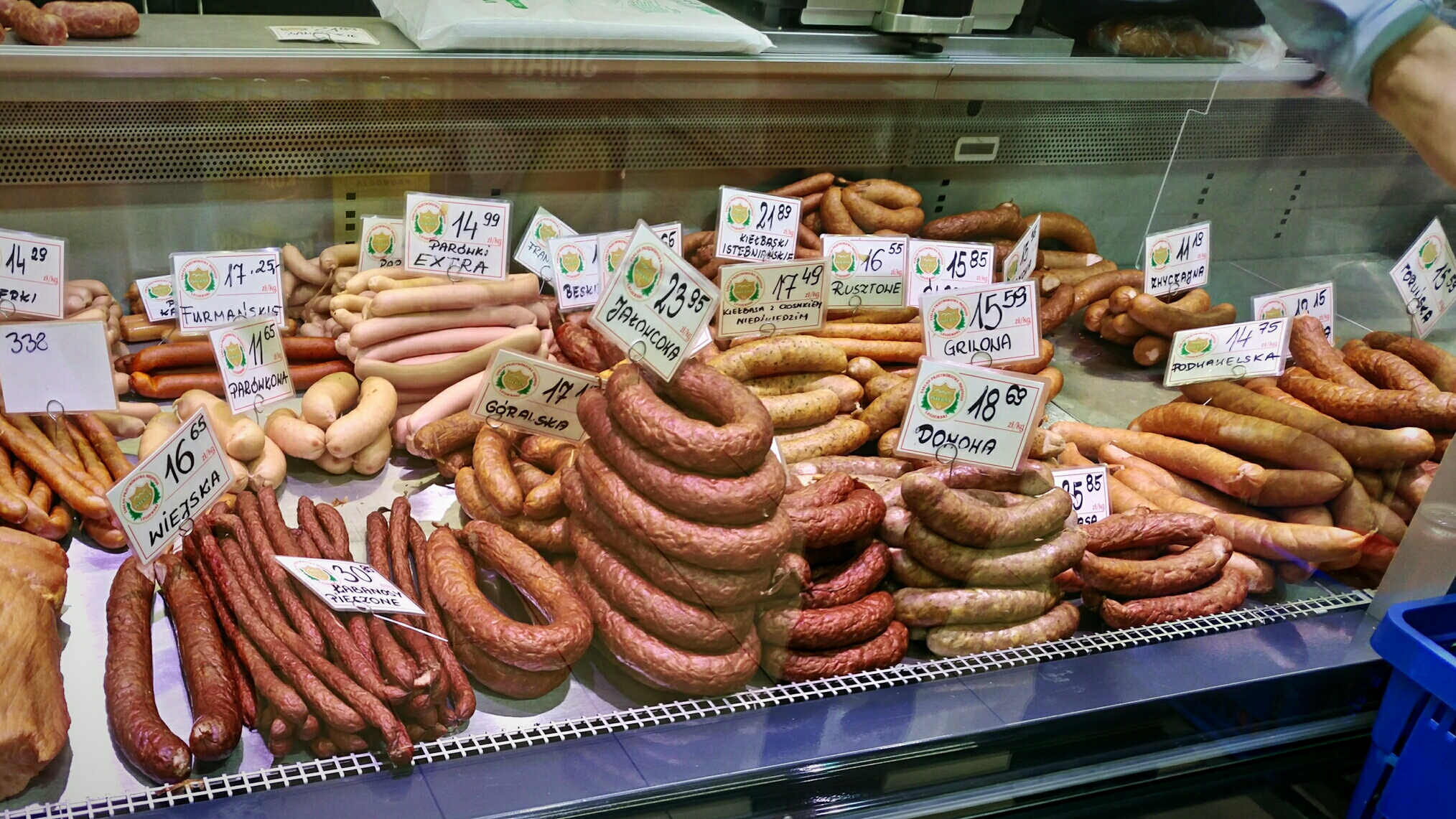
各種品牌的波蘭香腸

波蘭香腸泛指原产波兰的各种香肠，在中欧各地都有制作。其波蘭語名称（其他语言常引进为）意為香腸，为突厥语引进外来词。波兰香肠原始的波蘭香腸名稱叫做（字面意思就是“波兰的香肠”），流行在新澤西和大紐約的捷克人或波蘭人社區，普遍的品種有：
- kabanosy一種風乾的薄香腸用葛縷子籽調味，最初用馬肉製成，現今通常用豬肉或火雞肉製香腸。
- krakowska一種熱熏的粗和直香腸，用胡椒和大蒜調味，名字來自克拉科夫。
- wiejska一種大Ｕ形的豬肉和小牛肉香腸，用墨角蘭和大蒜調味。波蘭語為「國家第一」。

香腸用新鮮香料調味，後用煙燻到恰當的顏色、味道和香味，是早餐或晚餐的冷盤。伴芥末醬或辣根食用。煮法有煮湯（如biały barszcz、kapuśniak或grochówka）、焗或烤。 香腸和德国酸菜焗或豆類菜餚、也可以做比哥斯（波蘭著名的全國性燉煮食物）和砂鍋菜。